# Membru inferior
Membrul inferior sau membrul pelvin (Membrum inferius) este o  regiune anatomică aflată în partea inferioară a trunchiului uman, servind pentru locomoție și este alcătuită din patru segmente: șold, coapsă, gambă și picior. Șoldul corespunde articulației coxofemurale. Coapsa este cuprinsă între articulația coxofemurală și genunchi. Gamba este cuprinsă între genunchi și gleznă. Piciorul reprezintă porțiunea distală a membrului inferior.
Oasele membrului inferior se divid, în două grupe: centura membrului inferior și oasele membrului inferior liber. Centura membrului inferior se compune din cele două oase coxale. Oasele membrului inferior liber situate la nivelul segmentelor membrului inferior sunt următoarele: la coapsă se găsesc femurul și patela, la gambă tibia și fibula, iar la picior se află tarsul, metatarsul și oasele degetelor.